# 吉恩·史密斯
吉恩·史密斯（英語：Guinn Smith，1920年5月2日—2004年1月20日），美国男子田径运动员，主攻撑杆跳高。他曾代表美国参加1948年夏季奥林匹克运动会田径比赛，获得男子撑杆跳高金牌。